# Ужасно силно и адски близо (филм)
„Ужасно силно и адски близо“ (на английски: Extremely Loud and Incredibly Close) е американски драматичен филм от 2011 г. на режисьора Стивън Долдри. Сценарият, написан от Ерик Рот, е базиран на едноименния роман на Джонатан Сафран Фоер. Филмът излиза по кината в САЩ на 25 декември 2011 г.

## Актьорски състав
| Актьор         | Роля       |
| -------------- | ---------- |
| Томас Хорн     | Оскар Шел  |
| Макс фон Сюдов | наемателят |
| Сандра Бълок   | Линда Шел  |
| Том Ханкс      | Томас Шел  |
| Вайола Дейвис  | Аби Блек   |
| Джефри Райт    | Уилям Блек |
| Джон Гудман    | Стан       |

## Награди и номинации
| Категория                       | Номиниран(и)                | Резултат                    |
| Оскар (26 февруари 2012 г.)     | Оскар (26 февруари 2012 г.) | Оскар (26 февруари 2012 г.) |
| ------------------------------- | --------------------------- | --------------------------- |
| Най-добър филм                  | Най-добър филм              | номинация                   |
| Най-добра поддържаща мъжка роля | Макс фон Сюдов              | номинация                   |